# Gros Manseng

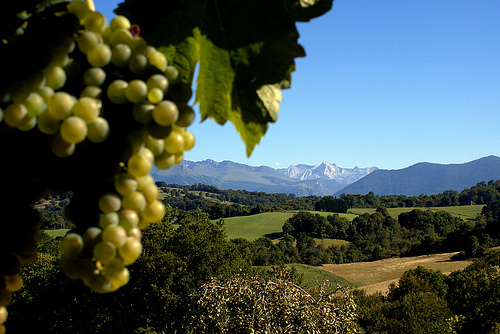
Gros-Manseng-Traube im Weingebiet Jurançon.

Die Weißweinsorte Gros Manseng ist in der französischen Weinbauregion Sud-Ouest beheimatet. Sie ist zusammen mit der Sorte Courbu Haupt-Bestandteil im AOC Wein Jurançon Sec. Daneben wird sie in den Weinen der Herkunftsbezeichnungen von Béarn, Côtes de Saint-Mont, Floc de Gascogne, Pacherenc du Vic-Bilh, Tursan und dem Landwein Vin de Pays des Côtes de Gascogne eingesetzt. Im Jahr 2007 lag die in Frankreich bestockte Rebfläche bei 2.877 Hektar.
Sie hat mittelgroße, blassgrüne Beeren und weist eine geringere Qualität als ihre verwandte Sorte, die Petit Manseng aus. Wenn man ihren Beeren jedoch Zeit zur vollen Reife gibt, kann sie frische, aromatische Weißweine voller Kraft und ausreichender Säure erbringen. Sie ist zusammen mit Courbu und Petit Manseng auch für die Erzeugung edelsüsser Weine geeignet.
Eine im Jahr 2007 veröffentlichte Studie belegt, dass die Rebsorten Gros Manseng, Gros Manseng de Lucq, Manseng Vert und Petit Manseng genetisch sehr eng miteinander verwandt sind.
In Frankreich sind die Klone 397, 439, 572, 634, 661, 662, 731 und 764 zugelassen. Höchste Qualitäten erbringt dabei Klon 731.
Siehe auch den Artikel Weinbau in Frankreich, Weinbau in Spanien sowie die Liste von Rebsorten.

## Synonyme
Die Rebsorte Gros Manseng ist auch unter den Synonymen Gros Mansenc blanc, Gros Manseng, Gros manseng blanc, Ichiriota zuria handia (baskisch), Ichirioa zuriahandla und Manseng gros blanc bekannt.